# 道の駅三芳村
道の駅三芳村（みちのえき みよしむら）は、千葉県南房総市にある千葉県道88号富津館山線の道の駅である。愛称は鄙の里（ひなのさと）。

## 施設
- 駐車場（小型車70台、大型車8台）
- トイレ（男15、女8、身体障害者用2）
- 公衆電話
- 鄙の里・交流センター
  - 情報コーナー
  - 特産品・地ビール販売
  - オープンキッチン
  - 農村レストラン カントリーマム
- 土のめぐみ館
- みるく工房
- 足湯
- 液肥スタンド

## アクセス
- 千葉県道88号富津館山線
  - 千葉県道296号和田丸山館山線

## 駅周辺
- 南房総市三芳支所
- 南房総市立三芳小学校
- 南房総市立三芳中学校